# Ángel Camarillo
Ángel Camarillo Llorens (Madrid, 11 de marzo de 1959) es un exciclista español, profesional entre 1981 y 1992, cuyos mayores éxitos deportivos los logró en la Vuelta a España donde en sus distintas participaciones obtuvo 2 victorias de etapa.

## Palmarés
| 1981 - G.P. Naquera - 1 etapa de la Vuelta a Cantabria - 1 etapa de la Vuelta a Castilla 1982 - 1 etapa de la Vuelta a España - Clásica Santander-Santander 1985 - 1 etapa de la Vuelta a España - 1 etapa de la Vuelta a Asturias | 1986 - G.P. Llodio - 1 etapa de la Vuelta a la Rioja - 1 etapa de la Vuelta a Colombia 1987 - Clásica de Zaragoza-Sabiñánigo - 4ª etapa de la Vuelta a Galicia 1988 - 1 etapa de la Vuelta a Burgos |

## Resultados en Grandes Vueltas
| Carrera         | 1981 | 1982 | 1983 | 1984 | 1985 | 1986 | 1987 | 1988  | 1989 | 1990 | 1991 | 1992 |
| --------------- | ---- | ---- | ---- | ---- | ---- | ---- | ---- | ----- | ---- | ---- | ---- | ---- |
| Giro de Italia  | -    | 64.º | 92.º | Ab.  | 25.º | -    | -    | -     | -    | 43.º | Ab.  | -    |
| Tour de Francia | -    | -    | -    | -    | -    | FC   | -    | 116.º | -    | -    | -    | -    |
| Vuelta a España | 29º  | 33º  | 51.º | Ab.  | 50.º | 46.º | 80.º | -     | -    | 63.º | ̈Ab.  | 57.º |